# Maintenon
Maintenon je naselje in občina v srednjem francoskem departmaju Eure-et-Loir regije Center. Naselje je leta 2008 imelo 4.461 prebivalcev.

## Geografija
Kraj leži v pokrajini Orléanais ob reki Eure in njenem pritoku Voise, 19 km severovzhodno od Chartresa.

## Uprava
Maintenon je sedež istoimenskega kantona, v katerega so poleg njegove vključene še občine Bailleau-Armenonville, Bleury, Bouglainval, Chartainvilliers, Droue-sur-Drouette, Écrosnes, Épernon, Gallardon, Gas, Hanches, Houx, Mévoisins, Pierres, Saint-Martin-de-Nigelles, Saint-Piat, Saint-Symphorien-le-Château, Soulaires, Yermenonville in Ymeray z 29.779 prebivalci.
Kanton Maintenon je sestavni del okrožja Chartres.

## Zanimivosti
- srednjeveško-renesančni grad Château de Maintenon iz 12. do 17. stoletja, francoski zgodovinski spomenik,
- ruševine akvedukta, ki je bil del vodnega kanala namenjenega oskrbi versajske palače v času Ludvika XIV., vendar je po treh letih dela (1686-1689) ostal nedokončan zaradi vstopa Francije v vojno augsburške lige.

## Osebnosti
- Michel Joseph Maunoury, francoski general, maršal Francije (1847-1923);